# Someone Somewhere in Summertime
"Someone Somewhere in Summertime" is een nummer van de Schotse band Simple Minds. Het nummer werd uitgebracht op hun album New Gold Dream (81-82-83-84) uit september 1982. In november van dat jaar werd het nummer uitgebracht als de derde en laatste single van het album.

## Achtergrond
"Someone Somewhere in Summertime" is geschreven door de gehele band en geproduceerd door Peter Walsh. Het nummer ligt binnen het genre new wave, maar heeft toch een ander effect dan de twee voorgaande singles van het album, "Promised You a Miracle" en "Glittering Prize". In een interview in 2008 vertelde zanger Jim Kerr over het nummer: "Ik denk dat het schrijfwerk van "Someone Somewhere in Summertime" (...) het gevoel geeft dat we gearriveerd waren - dat we een soort volwassenheid hadden bereikt." Op het nummer worden de drums gespeeld door Mel Gaynor, die samen met Kenny Hyslop en Mike Ogletree sessiedrummer was op het album, nadat Hyslop gedurende de opnames van het album de band verliet. Gaynor bleef, met tussenpozen, tot 2016 actief als drummer van de groep.
Er is enige onduidelijkheid over de juiste schrijfwijze van de titel van "Someone Somewhere in Summertime". De originele cassetteversie van het album New Gold Dream (81-82-83-84) geeft deze titel weer, terwijl de officiële singleuitgave van het nummer de titel weergaf als "Someone Somewhere (In Summertime)". Het compilatiealbum The Best of Simple Minds gebruikte deze titel ook, terwijl de dvd Seen the Lights: A Visual History de titel schreef als "Someone, Somewhere (In Summertime)". De plaat kende minder succes dan de voorgaande singles van het album, maar wist desondanks toch in de hitlijsten de 36e positie in het Verenigd Koninkrijk, de 19e positie in Ierland en de 51e positie in Australië te behalen.
In Nederland werd de plaat regelmatig gedraaid op de nationale radio maar bereikte desondanks de destijds drie hitlijsten op Hilversum 3 (Nederlandse Top 40, Nationale Hitparade en de TROS Top 50) niet. De plaat bleef wél vijf weken steken in de Bubbling Under van de Nationale Hitparade. Ook in de Europese hitlijst op Hilversum 3, de TROS Europarade, werd géén notering behaald.
In België behaalde de plaat géén notering in zowel de voorloper van de Vlaamse Ultratop 50 als de Vlaamse Radio 2 Top 30.
Het is een van de populairste nummers van het album en wordt vaak live gespeeld. In 2004 werd een sample van het nummer gebruikt in het nummer "The World Is Mine" van David Guetta.

## NPO Radio 2 Top 2000
| Nummer met noteringen in de NPO Radio 2 Top 2000 | '16  | '17  | '18  | '19  | '20  | '21  | '22  | '23 | '24  |
| ------------------------------------------------ | ---- | ---- | ---- | ---- | ---- | ---- | ---- | --- | ---- |
| Someone Somewhere in Summertime                  | 1115 | 1085 | 1379 | 1256 | 1132 | 1088 | 1082 | 991 | 1247 |

1. ↑  Een vetgedrukt getal geeft de hoogste notering aan.
2. ↑  2016 was het eerste jaar met een notering voor dit nummer.